# Ireneusz Ziemiński
Ireneusz Ziemiński (ur. 23 września 1965 w Sztumie) – polski filozof, profesor nauk humanistycznych, profesor zwyczajny Uniwersytetu Szczecińskiego.

## Życiorys
W 1989 r. ukończył studia filozoficzne na Katolickim Uniwersytecie Lubelskim. Tam też na podstawie rozprawy pt. Dyskurs a intuicja. E.L. Mascalla koncepcja filozoficznego poznania Boga, napisanej pod kierunkiem prof. Jana Czerkawskiego uzyskał w 1994 r. stopień naukowy doktora nauk humanistycznych w zakresie filozofii, specjalność: filozofia. W 2000 r. na podstawie rozprawy pt. Zagadnienie śmierci w filozofii analitycznej na Wydziale Filozofii KUL uzyskał stopień doktora habilitowanego nauk humanistycznych w zakresie filozofii, specjalność: filozofia. Tytuł naukowy profesora nauk humanistycznych uzyskał w roku 2012.
Został profesorem zwyczajnym Uniwersytetu Szczecińskiego. Był też profesorem Wyższej Szkoły Humanistycznej TWP w Szczecinie i wykładowcą Collegium Civitas w Warszawie. Zajmuje się filozofią religii.
W 2017 otrzymał Nagrodę im. księdza Józefa Tischnera.

## Wybrane publikacje
- Metafizyka śmierci (2010)
- Życie wieczne. Przyczynek do eschatologii filozoficznej (2013)
- Moralność i religia. Poglądy filozoficzne Josepha Butlera (2015)
- Chrześcijaństwo. Amoralna religia (2023) (współautor: Artur Nowak)